# Isla Mujeres
Isla Mujeres (z hiszp. Wyspa kobiet) – miasto znajdujące się na wyspie o tej samej nazwie na Morzu Karaibskim, około 8 km od wybrzeża meksykańskiego stanu Quintana Roo, w pobliżu wierzchołka półwyspu Jukatan. Miasto jest siedzibą gminy Isla Mujeres jednej z 10 gmin w tym stanie, w 2005 roku liczyło 11 147 mieszkańców.

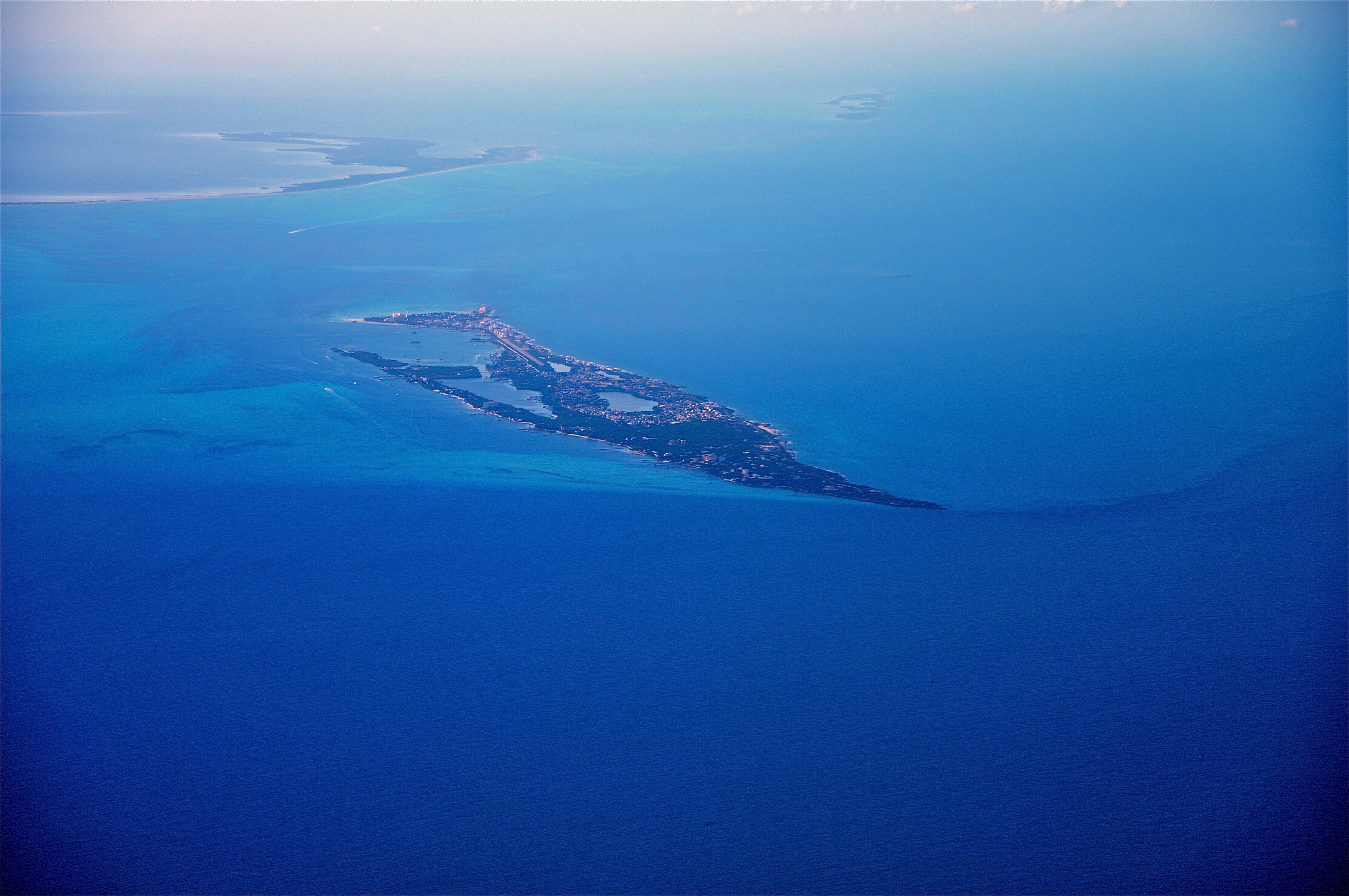
Widok na Isla Mujeres z samolotu

Wyspa została odkryta i opisana przez hiszpańskiego konkwistadora Francisco Hernándeza de Córdoba w 1517 roku. Jednak wyspa zamieszkała była przez Majów co najmniej od roku 550 p.n.e. Była ona miejscem kultu bogini Ixchel – będącą w mitologii Majów odpowiedzialną za płodność, brzemienność, poród i medycynę.

## Miasta partnerskie
- Viña del Mar
- Mar del Plata